# Giorgio Cigliana
Giorgio Cigliana (Castellamonte, 13 mars 1857 - Florence, 8 octobre 1919) est un général italien qui s'est distingué pendant la guerre italo-turque. Il prend ensuite part à la Première Guerre mondiale, où il commande le XIe corps d'armée, participant aux dix batailles de l'Isonzo. En mai 1917, à la fin de la dixième bataille de l'Isonzo, il est transféré au commandement du corps d'armée de Naples et, après la fin de la guerre, du corps d'armée de Florence.

## Biographie

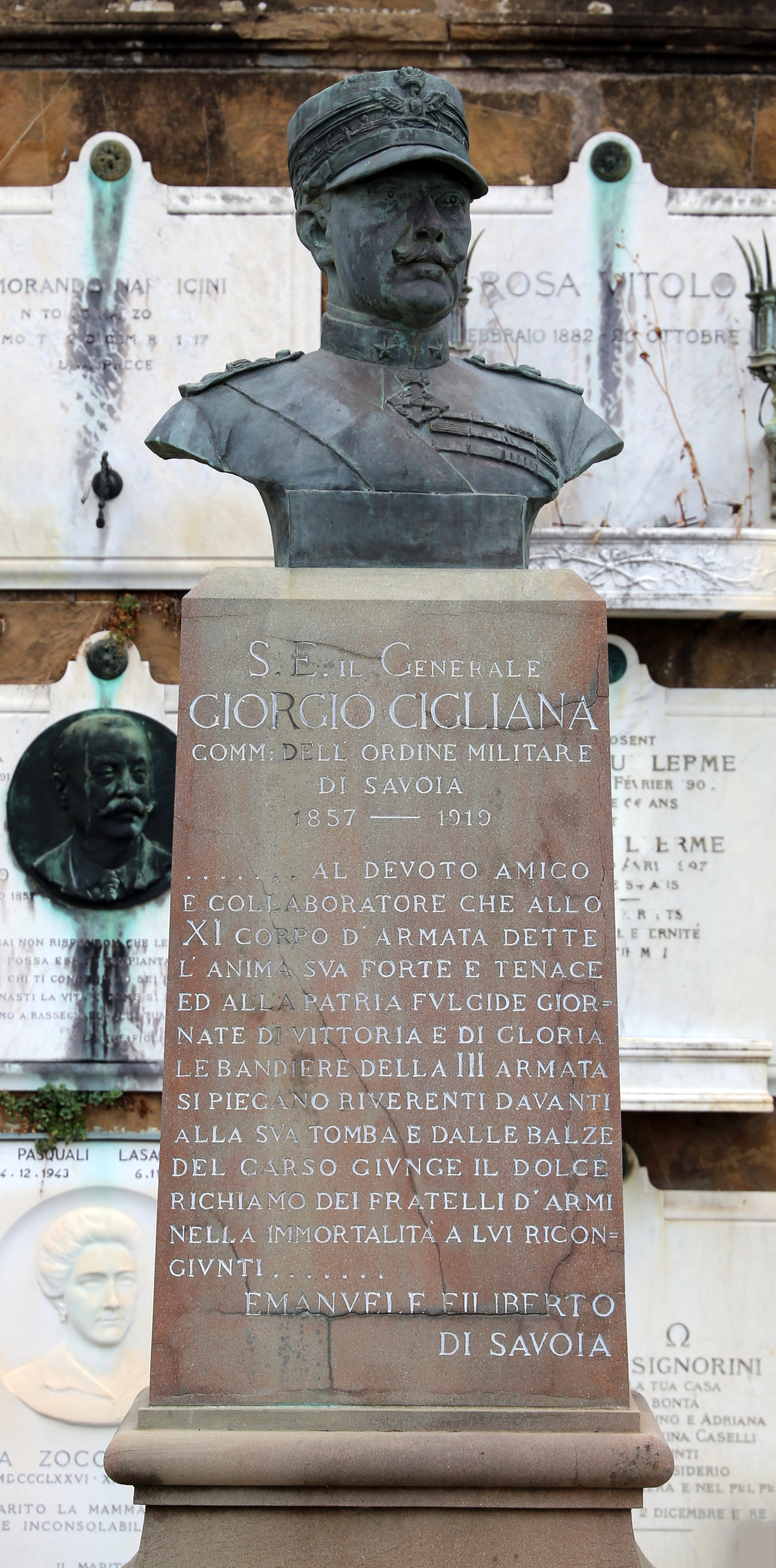
Monument funéraire du général Giorgio Cigliana.

Il naît à Castellamonte (province de Turin) le 13 mars 1857 et commence à fréquenter l'Académie royale militaire de Modène (Regia Accademia Militare di Modena) en 1872, qu'il quitte avec le grade de sous-lieutenant (sottotenente) en 1875, affecté au 4e régiment Bersaglieri. En 1882, après avoir fréquenté l'École de guerre, il est promu capitaine (capitano), affecté au 1er régiment Bersaglieri, et est transféré d'abord à Chieti puis à Rome pour la période expérimentale, et ensuite au corps d'état-major général.
Promu major (maggiore) en 1890, il est affecté au 72e régiment d'infanterie, et poursuit brillamment sa carrière militaire, si bien que le 7 juin 1906, il est nommé général de brigade (generale di brigata), et prend le commandement de la brigade d'infanterie "Siena" stationnée à Coni, puis de la 1re brigade alpine. En 1910, il est nommé inspecteur des troupes alpines de Rome, poste qu'il conserve même après sa promotion au grade de général de division (generale di divisione) le 11 juin 1911 . 
En 1913, il est nommé commandant des troupes de Tripolitaine, puis devient gouverneur de la colonie en octobre 1914, en remplacement du général Vincenzo Garioni. Avant de retourner en Italie pour assumer, en tant que promu général de corps d'armée (generale di corpo d'armata), le commandement du XIe corps d'armée dont le quartier général est à Bari, il rédige et envoie au ministère des Affaires étrangères un long rapport illustrant les dangers auxquels la colonie est confrontée,
Avec l'entrée en guerre dans la Première Guerre mondiale du royaume d'Italie le 24 mai 1915, à la tête du XIe corps d'Armée opérant sous la 3e armée sous les ordres de S.A.R. Emanuele Filiberto di Savoia Duc d'Aoste, il franchit la frontière avec l'Autriche-Hongrie en attaquant les défenses ennemies sur le Karst. À la tête de son unité, il participe aux dix batailles de l'Isonzo, toujours déployé sur la gauche de la 3e armée, d'abord contre les formidables défenses de Monte San Michele, puis dans le secteur nord du Karst, rude et désolé, au-delà de Vallone. Le 29 mai 1916 (cinquième bataille de l'Isonzo), les Autrichiens attaquent en utilisant des gaz asphyxiants et en moins de deux heures, le Regio Esercito compte 2 700 morts et 4 000 intoxiqués. Il se rapprocha de la ligne de front, encouragea les survivants et parvint finalement à repousser l'attaque ennemie. 

En août de la même année, le XIe corps d'armée parvint à conquérir le Monte San Michele et à dominer les hauteurs à l'est du Vallone.
Lors des septième, huitième et neuvième batailles de l'Isonzo, livrées au cours du second semestre de 1916, les troupes du XIe Corps d'armée sont parvenues au-delà de Veliki Kriback et Dosso Faiti. Après la dixième bataille de l'Isonzo (mai 1917), il quitta le commandement du XIe corps d'armée. Le 23 août 1917, il prit le commandement du corps d'armée de Naples, et après la fin de la guerre, le 5 janvier 1919, celui du corps d'armée de Florence. 
Dans cette ville, il mourut subitement le 8 octobre de la même année, étant enterré dans le cimetière monumental de la Porte Sainte à San Miniato.

## Décorations

### Décorations italiennes
- Commandeur de l'ordre militaire de Savoie Avec une habileté singulière, il dirigea ses troupes à la conquête du pas Karst sous San Michele et San Martino (juin-juillet 1915) puis, après avoir conquis ces puissants bastions (août 1916), il poursuivit l'ennemi jusqu'à Nat Logem, qu'il conquit. Surmontant une résistance acharnée, il a réussi à venir à bout des défenses adverses de Veliki Kriback et Dosso Faiti grâce à des mouvements habiles et une énergie sûre. Karst : juin 1915-novembre 1916.

- Croix du Mérite de la guerre[10]
- Chevalier de l'ordre de la Couronne d'Italie
- Officier de l'ordre de la Couronne d'Italie
- Commandeur de l'ordre de la Couronne d'Italie
- Grand officier de l'ordre de la Couronne d'Italie[10]
- Chevalier grand-croix de l'ordre de la Couronne d'Italie
- Chevalier de l'ordre des Saints-Maurice-et-Lazare
- Officier de l'ordre des Saints-Maurice-et-Lazare
- Commandeur de l'ordre des Saints-Maurice-et-Lazare
- Grand officier de l'ordre des Saints-Maurice-et-Lazare[10]
- Médaille commémorative de la guerre italo-turque 1911-1912[10]
- Médaille du mérite de la Mauricie pour dix années de service militaire
- Médaille commémorative de la guerre italo-autrichienne 1915-1918[10]

### Décorations étrangères
- Grand officier de l'ordre du prince Danilo Ier[10] (Monténégro)
- Grand officier de l'ordre de la Couronne[10] (Belgique)
- Croix de guerre 1914-1918[10] (France)
- Croix du mérite militaire[10] (Espagne)

## Source
- (it) Cet article est partiellement ou en totalité issu de l’article de Wikipédia en italien intitulé « Giorgio Cigliana » (voir la liste des auteurs).